# Distrito de Marmot
El Distrito de Marmot es el uno de los cuatro distritos de la Provincia de Gran Chimú, ubicada en el Departamento de La Libertad,  bajo la administración del Gobierno regional de La Libertad. 
Desde el punto de vista jerárquico de la Iglesia católica forma parte de la Arquidiócesis de Trujillo.

## Historia
El distrito fue creado mediante Ley del 14 de mayo de 1876, en el gobierno del Presidente Manuel Pardo y Lavalle.

## Autoridades

### Municipales
2023 - 2026

### Alcaldesa:María Celinda Castillo Valverde
- 2011 - 2014[2]
  - Alcalde: Manuel María Cedano Valverde, de Sumate - Perú Posible (PP).
  - Regidores: Jaime Esteban Yglesias Nacarino (Súmate - PP), Robin Evis Rodríguez Gómez (Súmate - PP), Zully Raquel Amaya Reyes (Súmate - PP), Gilma Iglesias Gutiérrez (Súmate - PP), Fernando Ademar García Velásquez (Partido Aprista Peruano).[3]
- 2007 - 2010
  - Alcalde: Pedro Raúl Abanto López, del Partido Alianza para el Progreso.

### Policiales
- Comisario:  PNP. ALFEREZ PNP Luis David VILLASANTE HUAMAN

### Religiosas
- Arquidiócesis de Trujillo[4]
  - Arzobispo de Trujillo: Monseñor Héctor Miguel Cabrejos Vidarte, OFM.[5]
- Parroquia 
  - Párroco: Pbro. .